# Aknīste (novads)
Aknīste (łot.: Aknīstes novads) – jeden z łotewskich novadsów, funkcjonujący w latach 2009–2021.

## Historia
Novads powstało na terenach należących przed 2009 do rejonu Jēkabpils.
W skład novadsu wchodziło miasto Aknīste oraz trzy pagastsy: Aknīste, Asare i Gārsene. Jego stolicą zostało miasto Aknīste.
Zlikwidowany w ramach reformy administracyjnej 30 czerwca 2021. Wszedł w całości w skład nowego novadsu Jēkabpils.